# Microsoft OneNote
Microsoft OneNote – program komputerowy, notatnik pracujący w trybie graficznym przeznaczony do tworzenia i organizowania notatek. Program OneNote po raz pierwszy pojawił się w pakiecie Microsoft Office 2003. Jest dostępny również jako samodzielna aplikacja.
OneNote można uruchamiać na komputerze stacjonarnym, a także tabletach Microsoft Tablet PC, w których notatki można tworzyć za pomocą pióra, a następnie transkrybować ręczne pismo do postaci normalnego tekstu. Program można zainstalować również na telefonach lub palmtopach z systemem Windows Mobile, Android oraz iOS.

## Funkcje
Liczba notatników jest teoretycznie nieograniczona. Rzeczywiste limity wynikają z ograniczeń zasobów i wydajności urządzenia czy systemu plików. Każdy z notatników może składać się z kart, w ramach których tworzone są strony. Pisanie tekstu można rozpocząć w dowolnie wybranym miejscu. Każdą tak stworzoną notatkę można przemieszczać i łączyć z innymi.
OneNote umożliwia personalizację programu. Można dowolnie zmieniać układ menu oraz dodawać własne znaczniki do wbudowanej, początkowej bazy znaczników.
Aplikacja używa chmury OneDrive, co pozwala na edycję synchronizację danych między urządzeniami czy też użytkownikami. Zmiany innych użytkowników powodują automatyczną aktualizację notatnika u pozostałych. Program posiada system kontroli wersji, co pozwala na cofnięcie się do poprzednich wersji.
Jest możliwe tworzenie tabel, a także edycja metadanych notatnika, jak data czy czas.
OneNote zapewnia dwustronną konwersję zawartości do formatów innych programów z pakietu Office. Przykładowo tabela stworzona w OneNote może zostać skonwertowana do Excela, a arkusz stworzony w Microsoft Excel może zostać dołączony do OneNote. Zawartość notatnika może zostać przekonwertowana do pliku PDF oraz dodana jako załącznik w mailu. Aplikacja umożliwia również planowanie zadań przy pomocy programu Microsoft Outlook. Prezentacje stworzone w Microsoft PowerPoint mogą zostać przeniesione do wybranego notatnika. 
OneNote umożliwia nagrywanie i odtwarzanie dźwięku. Nagranie jest przesyłane na serwery Microsoftu i tamże przekształcane na tekst za pomocą algorytmów rozpoznawania mowy, dzięki czemu je także obejmuje wyszukiwanie tekstowe. Program ma też funkcję optycznego rozpoznawania tekstu.
Zarządzanie prawami dostępu odbywa się za pomocą OneDrive lub poprzez platformę Microsoft SharePoint. Dostępne są tylko dwa rodzaje uprawnień: prawo do edycji lub jego brak. 
Użytkownicy systemu Mac OS nie mogą dodawać do notatnika dokumentów stworzonych przez inne aplikacje, włączając w to aplikacje Microsoftu.

## Minimalne wymagania systemowe
Podane wymagania dotyczą komputerów klasy PC, zarówno 32- jak i 64-bitowych, w wersji OneNote dostarczanej z pakietem Microsoft Office 2016, dla odmian Home oraz Student.
- Procesor 1 GHz z obsługą zestawu instrukcji SSE2
- 2 GB pamięci RAM
- 3,0 GB wolnego miejsca na dysku
- System Windows 7 z dodatkiem Service Pack 1, Windows Server 2008 R2
- Ekran o rozdzielczości 1024x768
- Karta graficzna obsługująca DirectX 10
- Najnowsza wersja Internet Explorer lub wersja poprzedzająca najnowszą
- .NET 3.5, a dla nieokreślonych przez producenta funkcji także wersje 4.0, 4.5 i 4.6 CLR
- Dostęp do Internetu
- Konto Microsoft
- Dla niektórych funkcji OneDrive